# Петрос Логотетис
Петрос Логотетис (на гръцки: Πέτρος Λογοθέτης) е гръцки дипломат, консул на Гърция в Одрин (1866) и Битоля, Османската империя.

## Биография
В доклад от Одрин от 1866 година Логотетис хвали патриотизма на местното гръцко население и определя местните българи като „гръкославяни“ (Γραικοσλάβοι) или „българославяни“ (Βουλγαροσλάβοι), защото всички говорели гръцки.
В Битоля Логотетис поддържа връзки със солунския консул Константинос Ватикиотис и се опитва да ограничи напредъка на българското национално дело в Югозападна Македония. В 1869 година изпраща от Битоля обширен меморандум до гръцкото външно министерство, в който развива идеята си, че е необходима координацията на усилията на северните гърци, както и по-твърда политическа линия към засилващия се български натиск. Според Логотетис е необходимо създаването на обществен натиск върху Пелагонийската митрополия, за да бъде принуден митрополитът да откаже българските желания за отваряне на български училища и въвеждането на църковнославянския език в църковната служба, гърците от общинските съвети трябва да се мобилизират, за да блокират българските усилия, фанатичните български свещеници трябва да се отстраняват, пробългарското отношение от страна на някои валии трябва да се ликвидира, и накрая към местното българско население трябва да се води безкомпромисна политика.
Според Апостолос Вакалопулос българската партия в града се възползва от антигръцките настроения на валията Асам паша, за да оклевети гръцкия консул в града Петрос Логотетис с цел да бъде отзован.
В 1878 година от Битоля заедно с Ватикиотис е организатор на антитурските движения в Македония.